# Révfalu (Győr)
Révfalu, Győr városrésze a Mosoni-Duna bal partjára esik. Földrajzilag a Szigetközhöz tartozik. Eredetileg három községből tevődött össze: Révfaluból, Pataházából és Malomsokból. Ezek a községek Révfalu néven egyesültek – a települést 1905-ben, több évtizedes vita után, Győrhöz csatolták. A Révfalu és a történelmi Bácsa község közötti terület Kisbácsa néven ismert. Révfalu és Kisbácsa ma Bácsával együtt Győr városrészei.
A Rábca és a Mosoni-Duna határolta „Püspeök zigeth”-ről 1567-ből van írásos emlék, amikor királyi téglavetők települtek le területén. Győrsziget önálló település volt, 1905-ben csatolták Győrhöz. 1907-ben a Rábcának új medret ástak: helyén széles, mély fekvésű zöldterület, a Bercsényi liget alakult ki.
A Mosoni-Dunán a történelem folyamán mindig volt átkelési lehetőség: kompok, hajóhíd. Ma három híd vezet át Révfaluba:
- Kossuth híd, melyet gyakran Révfalusi hídként emlegetnek: A közúti forgalmat vezeti át Szigetköz és a Medvei-Dunahíd felé,
- Jedlik híd: a Vásárhelyi Pál gyaloghíd (amit a helyiek Kis Erzsébet hídnak is neveznek) helyére épített 1+1 sávos, gyalogos és kerékpársávokkal rendelkező híd. 2010 novemberében adták át, Sziget városrészt köti össze Révfaluval,
- A 14-es számú főút forgalmát átvezető Széchenyi híd: Szlovákia, Vámosszabadi illetve a Szigetköz felé.

Ezeken a hidakon kívül további átkelési lehetőségek a Szigetközbe, Kunsziget, Mecsér, Kimle, Máriakálnok, Halászi, Feketeerdő, Rajka községeknél van közúti híd.
Révfaluban ágazik ki a 14-es főútból a Szigetköz nagy részén végighúzódó 1401-es út, illetve a tájegység keleti részének falvaiba vezető 1301-es út.

## Intézményei, műemlékei
- A termálfürdőtől a Jókai hidat a töltésen keresztül érhetjük el. Innen szép kilátás nyílik a Püspökerdőre. Itt találhatók a Széchenyi István Egyetem épülettömbjei. A folyóparton csónakházak sorakoznak, keretet adva a győri vízi sportéletnek.
- A révfalui katolikus plébániatemplom a Kálóczy tér északnyugati sarkán található, az egyetemi negyed tőszomszédságában. 1780 körül építették barokk stílusban. A második világháborúban tönkrement hajóját 1951-re, tornyát csak 1985-re állították vissza eredeti állapotába.
- Az egyetem előtt, a Duna felőli oldalon áll Varga Imre Sárkányrepülő Ikarosz szobra. Visszatérve a Jókai híd hídfőjéhez sorakoznak az evezős egyesületek klubjai.
- Itt találhatjuk a Mosoni-Duna egyik szabadstrandját, az Aranypartot. Messzebb sétálva megláthatjuk a városi vízmű telepét, amit 40 000 m³ napi vízhozamra terveztek.
- Nem messze áll az 1910-ben üzembe helyezett víztorony.
- Itt található az 1954-es árvíz emlékműve – Ásványrárónál a Nagy-Duna elszakította a gátját és végighömpölyögve a Szigetközön, hátulról támadt a városrészre. Átszakította a körtöltést, és a városnegyedet 3–4 m-es ár borította el.
- A Rónay Jácint u. 4. alatt található a Tulipános iskola, Lechner Jenő szecessziós stílusú, magyaros motívumokat felhasználó stíluskeresésének emléke. Az iskolától nem messze a Kossuth híd lábánál tekinthetjük meg Nepomuki Szent János szobrát, melyet a révfalui lakosok saját védőszentjüknek is tekintenek.
- A révfalui temetőben található a polihisztor Bán Aladár sírja.
- Szent László Katolikus Szakkollégium